# Phoenix Carriage Company
Phoenix Carriage Company war ein britischer Hersteller von Automobilen.

## Unternehmensgeschichte
Das Unternehmen aus Birmingham begann 1905 mit der Produktion von Automobilen. Der Markenname lautete Alexandra. 1906 endete die Produktion. Eine andere Quelle gibt den Bauzeitraum mit 1901 bis 1910 an.

## Fahrzeuge
Im Angebot standen überwiegend Elektroautos, die als Taxi eingesetzt wurden. Daneben entstanden einige Fahrzeuge mit Ottomotor.